# Yaowan (sockenhuvudort i Kina, Hubei Sheng, lat 30,71, long 111,30)
Yaowan (kinesiska: 窑湾乡) är en sockenhuvudort i Kina. Den ligger i provinsen Hubei, i den centrala delen av landet, omkring 290 kilometer väster om provinshuvudstaden Wuhan. Antalet invånare är 28 892. Befolkningen består av 13 985 kvinnor och 14 907 män. Barn under 15 år utgör 12,0 %, vuxna 15-64 år 81 %, och äldre över 65 år 6,0 %.
Runt Yaowan är det ganska tätbefolkat, med 222 invånare per kvadratkilometer. Närmaste större samhälle är Yichang, 1,5 km väster om Yaowan. Runt Yaowan är det i huvudsak tätbebyggt.
Genomsnittlig årsnederbörd är 1 331 millimeter. Den regnigaste månaden är maj, med i genomsnitt 206 mm nederbörd, och den torraste är december, med 14 mm nederbörd.